# Tommaso Russo
Tommaso Russo (* 31. August 1971 in Marcianise) ist ein ehemaliger italienischer Boxer im Mittelgewicht, Weltmeister von 1991 und Olympiateilnehmer von 1992.

## Werdegang
1989 gewann er das 8. Italia Junior Turnier, bei dem er Jürgen Hartenstein aus Deutschland, István Lengyel aus Ungarn und Didier Poujol aus Frankreich besiegte. Zudem erreichte er den zweiten Platz beim 17. Gazeta Pomorska Turnier in Polen. Im Februar 1990 nahm er an einem Länderkampf gegen die USA teil, wo er mit einer 1:2 Richterentscheidung gegen Ronald Simms unterlag.
Im März 1991 erreichte er den zweiten Platz beim 11. Trofeo Italia Turnier in Italien, nachdem er im Finale knapp mit 2:3 gegen Torsten Schmitz verlor. Bei den Europameisterschaften im Mai 1991 in Schweden, verlor er gegen Robert Buda aus Polen. 
Im November 1991 nahm er an den 6. Weltmeisterschaften in Sydney teil, wo er durch Siege gegen Mark Edwards aus England (t.K.o.), Ahmed Dine aus Algerien (22:14), Chris Johnson aus Kanada (27:21) und Alexander Lebsjak aus der Sowjetunion (22:17) die Goldmedaille erkämpfte. Zudem gewann er das europäische Olympia-Qualifikations-Turnier in San Pellegrino Terme, mit Finalsieg gegen Dirk Eigenbrodt.
Bei den 25. Olympischen Sommerspielen in Barcelona jedoch schied er gegen Ahmed Dine mit 4:6 nach Punkten bereits im ersten Kampf aus.